# Eva del Edén
Eva del Edén fue una telenovela peruana de corte histórico creada por Michel Gómez y escrita por Eduardo Adrianzén, producida por Chroma Producciones y emitida por Frecuencia Latina. La producción está ambientada en el siglo XVI durante la decadencia del Imperio del Tahuantinsuyo debido a la conquista por parte de los españoles, y el subsecuente Virreinato del Perú. Está protagonizada por Mónica Sánchez y Diego Bertie, con la participación antagónica de Leonardo Torres Vilar,  Javier Echevarría, Paul Martin, Milene Vásquez y Carlos Cano de la Fuente.
Fue estrenada el 13 de septiembre de 2004 por Frecuencia Latina en el horario estelar de las 10:00 p. m. Debido a una decisión de Federico Anchorena (quien trabajaba en el canal en ese momento) fue movida a las 9:00 PM, donde continuó transmitiéndose hasta su término el 21 de febrero de 2005. Fue retransmitida por única y última vez en el Perú, desde noviembre de 2005 hasta el 21 de abril de 2006 por el mismo canal, esta vez al mediodía.

## Producción

### Creación y desarrollo
La telenovela es una realización del productor de origen francés Michel Gómez planeada desde 1998, una ficción histórica escrita enteramente por Eduardo Adrianzén (historia, guion y libretos). El argumento está basado en una profunda investigación realizada por Gómez durante un período de 5 años, en colaboración con Luis Lumbreras (director del antiguo INC Instituto Nacional de Cultura) y el historiador Luis Millones, quienes ayudaron a recrear la época con fidelidad cuidando incluso el lenguaje utilizado. Según Gómez, la novela no pretende ser un documental, sino una «ficción que aclara una parte de la conquista que los libros no cuentan».
El argumento es una ficción basada en hechos reales, pues recoge aspectos históricos de la cultura del Perú y los presenta en un marco temporal real. Empieza en el año 1532 con la llegada de los españoles, y después se adelanta a 1541 luego del asesinato de Francisco Pizarro y el subsecuente desencadenamiento de la guerra civil entre pizarristas y almagristas. Además, retrata el período de la Lima virreinal desde el término del mandato de Andrés Hurtado de Mendoza hasta después de la muerte del Conde de Nieva. La novela retrata a numerosos personajes reales, entre ellos el Virrey Diego López de Zúñiga, el oidor Briviesca de Muñatones, el encomendero Amador de Carrasco (cuyo nombre real es Amador de Cabrera), el alcalde Lorenzo Estupiñán de Figueroa, el cronista Felipe Guamán Poma de Ayala, el padre Luis de Olvera (el primero en dar parte a las autoridades del movimiento Taqui Onqoy), el inquisidor general Antonio Gutiérrez de Ulloa (cuyo nombre fue cambiado a Pedro durante la producción), el científico Mateo Saladé y el último cacique de Lima don Gonzalo Taulichusco, relatando su participación en la historia del Perú; no obstante, también se le agregaron elementos ficticios que no precisamente coinciden con la historia, pero sirven para mostrar más realismo y dar mayor riqueza a la trama. Por ejemplo, en la novela la inquisición española llega al Perú durante el gobierno del Conde de Nieva y realiza el primer auto de fe, pero estos hechos no ocurrieron sino hasta el gobierno de Francisco Álvarez de Toledo algunos años más tarde (véase Inquisición en América). Michel Gómez, creador y productor, definió la ficción como «el producto de una investigación histórica, pero con licencias de telenovela».

### Filmación
El piloto fue filmado el sábado 13 de septiembre de 2003 en lugares como el Cuzco y el museo de la santa inquisición, y las grabaciones iniciaron oficialmente el 8 de junio de 2004 en las Albuferas de Medio Mundo (Huacho) donde se grabaron las primeras escenas de la novela, incluyendo la llegada de los españoles en 1532 y la lucha entre Amador de Carrasco y Hernando de Palomino. El rodaje continuó el 16 de junio de 2004 en la localidad de Huancaya concluyendo el 6 de noviembre de 2004. La selección del elenco estuvo a cargo del actor y director Óscar Carrillo.
La telenovela constituye una de las producciones de época más costosas a nivel latinoamericano con una inversión de 1.800.000 $, 70 actores en escena (inicialmente 41 fueron convocados), 500 prendas diseñadas por Érika Benítez y José Guevara y filmada en diversas locaciones de la serranía y Lima, entre otros detalles. Las grabaciones de los primeros capítulos se realizaron en los poblados de Huancaya y Vilca en la serranía limeña, con algunas escenas filmadas en las ruinas de Vilcashuamán de Ayacucho. Para la Lima virreinal, algunos lugares históricos de la capital fueron reconstruidos, pero se tuvo que levantar una escenografía completa porque nada de lo que existe actualmente en Lima existía en esa época.
Cabe indicar que los plazos de filmación fueron ampliados debido a los trámites con el Instituto Nacional de Cultura.

### Banda sonora
El tema principal de la novela es un antiguo cantar español interpretado por Lorena Caravedo y guarda cierta semejanza con la introducción de la producción brasilera Xica da Silva. El resto de piezas instrumentales, una variada selección de melodías de época, fueron compuestas y orquestadas por Pedro Luis Pacora.

## Argumento
La historia inicia en 1532 durante el período de decadencia del Imperio inca y la toma por parte de los conquistadores españoles en nombre del rey Carlos V. Para el año 1541, los colonizadores han impuesto su religión mediante la violencia contra los indígenas, saqueando de sus riquezas las actuales tierras del Perú, que ahora son cuna del mestizaje de todas las sangres.
Hernando de Palomino es un capitán español que llegó al Nuevo Mundo con esperanza de encontrar la paz y el amor; sin embargo quedó horrorizado al presenciar la gesta de Cajamarca donde los españoles ejecutaron al Inca Atahualpa. Luego del asesinato de Francisco Pizarro, Palomino huye con el padre de León (un cura católico e intérprete quechua) queriendo escapar de la borágine de codicia, ambición y muerte que lo persigue a causa de su origen. Camino a una encomienda en Lucanas con la que fue recompensado, Hernando busca deshacerse del ambicioso Amador de Carrasco, un pérfido conquistador español que mata indios, viola mujeres y despoja de sus riquezas a los más débiles. Queriendo impedir que Amador quemase una choza con niños indígenas dentro, Palomino lo hiere con su espada y lo abandona en medio de un paraje desértico con una pierna tullida, rescatando del fuego a un bebé. Carrasco nunca llega a olvidar este incidente y, mientras pasa muchos meses abandonado y muriendo de frío, jura hacerle pagar con sangre la afrenta.
Al llegar a Lucanas, Hernando halla en su encomienda al cacique Aucabincho y su familia, una estirpe chanca quienes le reciben con agrado, sabiendo que el capitán no tiene intención de hacerles daño y desea encargarse del territorio. Luego de bautizarlos a todos con nombres cristianos, se casa con Leonor (hija del cacique y princesa chanca) y bautiza la encomienda como «El Edén», debido a su pureza y su naturaleza, creando un paraíso donde indios y españoles conviven en armonía. Leonor muere poco después al dar a luz a su hija, Eva, la primera mestiza nacida en tierras peruanas. Decidida y valiente, Eva crece al lado de su hermano Juan Chocne (el niño nacido en medio del fuego, adoptado por Palomino), aprendiendo las enseñanzas indígenas de sus antepasados maternos y las cristianas de su padre.
Al cumplir 18 años, Eva recibe el Edén como herencia en vida por parte de su padre. Repentinamente, la encomienda se ve ferozmente invadida por soldados españoles liderados por el cruel Amador de Carrasco, quien ha venido a exigirle a Hernando cuadrillas de indios para explotar las minas de todos los santos situadas en Huancavelica, un yacimiento de azogue que había descubierto tras asesinar al indio Ñavincopa. Palomino se niega a dejar morir a sus indios en tales minas y, en venganza, Amador lo mata por la espalda con su espada ante los ojos de sus hijos, tras lo cual los soldados arrasan el Edén, secuestran y matan a los indios y se llevan a Dominga Conga, la nodriza de Eva.
Sin olvidar nunca el rostro del asesino que manchó de sangre el Edén, Eva jura venganza ante la tumba de su padre y para cumplir su promesa se traslada a la Ciudad de los Reyes (antiguo nombre de Lima) junto al padre de León, donde se topa con una mezcla de razas y costumbres (negros, gitanos, peruleros, indios y por supuesto, los blancos). Siendo mestiza, obtiene un puesto relativamente decoroso en la ciudad al hospedarse en casa de una familia notable, los Arias Maldonado, atrayendo la atención del ambicioso, impulsivo y violento Marcus, hermano menor de don Gregorio, el jefe de la familia Arias. Marcus se apasiona por Eva y hurde un plan para casarse con ella, más por ambición que por amor, pero ella rechaza su propuesta de matrimonio frente a los vecinos notables de los Reyes. Esa noche Marcus se emborracha, irrumpe en el cuarto donde está encerrada Eva e intenta ultrajarla, pero al ver los ojos aterrados de la muchacha, se percata que está enamorado de ella y la deja escapar. Desesperada, Eva huye de la ciudad a través del río y la dan por muerta. Marcus aprovecha este momento y usa sus influencias para realizar un matrimonio post mortem con la excusa de proteger el honor de la joven, y logra quitarle su encomienda.
Mientras tanto, Eva se refugia en el Edén, donde ayuda a su hermano Juan a sostener una rebelión contra los españoles llamada Taqui Onqoy, la cual es luego frustrada por el padre De Olvera y su compañero Albornoz, despiadados estirpadores de idolatrías que acuden a Lucanas junto con el escribano Felipe Guamán Poma de Ayala. En este ambiente hostil, Eva queda enamorada de su tutor, Roldán de Astorga, un joven sacerdote dominico de origen español que está en contra del maltrato hacia los más débiles y posee ideales humanitarios. Roldán conoció a Eva en el Edén y la acompañó hasta los Reyes, por lo que el padre de León lo designó como su tutor y acompañante. Roldán corresponde a sus sentimientos, pero ese amor se convierte en rivalidad debido a los orígenes de ambos, al matrimonio de Eva con Marcus y a que Roldán es un sacerdote al servicio de Dios y no quiere que su fe se quiebre por el amor a una mujer. Así, este se verá en la encrucijada de dejar el sacerdocio para estar con Eva, mientras ella lucha por recuperar su encomienda.
La rebelión es frustrada por María Magdalena, una ramera de la taberna que había llegado al Edén junto a Marcus y otras dos prostitutas llamadas Josefa y Leocadia. Debido a los maltratos de Marcus, María huye y se une al Taqui Onqoy, pero al poco tiempo Juan la echa del grupo por ofender a Eva, de quien se sentía celosa. En venganza, María le cuenta al padre Albornoz sobre la rebelión, provocando que una guarnición del ejército los ataque para luego ser humillados y torturados a latigazos. Mientras Juan es marcado con un hierro caliente en la prisión por su rebeldía, Eva, que piensa que Roldán los traicionó, acepta la oferta de Marcus de conquistarla honestamente y no volver a maltratarla, promesa que luego incumple cuando la golpea salvajemente al enterarse de los amoríos entre su esposa y don Roldán, que finalmente ha decidido colgar los hábitos para convertirse en un ilustre hidalgo y poder amar a Eva libremente.
Entretanto, los indios que formaron parte en la rebelión son trasladados al barrio Santiago del Cercado por órdenes del nuevo Virrey Diego López de Zúñiga y Velasco, un gobernante libertino y lujurioso. Desde allí, Juan Chocne continuará cuidando de su hermana Eva y planeando una futura rebelión, odiando a Roldán por creerlo un falso cura que ayudó a frustrar el Taqui Onqoy. Después de muchas tribulaciones, Roldán deja el sacerdocio y Eva intenta negociar con Marcus para que la deje en libertad, pero este la maltrata y no cede, sabiéndola enamorada de otro. Pero existe un obstáculo más grande que hace su amor imposible: Roldán es hijo del tirano Amador de Carrasco, el asesino del padre de Eva, a quien esta odia a muerte.
Como condición para dejar el sacerdocio, Amador busca para su hijo Roldán una esposa, trayendo de España a la marquesa Elena de Montenegro quien se enamora de él, provocando que se distancie de Eva debido a su compromiso matrimonial y al hecho de que Marcus aún no cede. Sin embargo, el día de la boda se revela que la supuesta marquesa era en realidad una criada que ha usurpado su identidad, llamada Margarita Beleño. Roldán y Eva se reúnen otra vez e intentan escapar, pero Marcus los descubre y reta a duelo al excura, sabiendo que este nunca ha empuñado una espada, duelo que se verá frustrado cuando Eva descubra que toda la familia Arias Maldonado esconde un gran secreto, que hará a Marcus desistir de sus pretensiones de matar a Roldán y marcharse de los Reyes para trabajar las tierras del Edén.
Felices y habiendo consumado su amor, Eva le revela a Roldán que el asesino de su padre se llama Amador de Carrasco y le pide que la ayude a matarlo, pero Roldán no se atreve a matar a su propio padre por más malvado que sea. Cuando Amador regresa a los Reyes y se entera de que su hijo casi tuvo un duelo, lo invita a salir al patio para ver cómo se desempeña con la espada. Allí, Roldán por fin lo confronta confesándole que Eva está en los Reyes y llamándolo asesino, pero diciéndole que no se atreve a matarlo, pese a lo mucho que se arrepiente de ser hijo suyo. Allí es cuando Eva descubre la verdad y se aleja de Roldán, aprovechando una catastrófica epidemia de peste para fingir su muerte.
Por otro lado, Margarita Beleño, quien se ha aliado con una poderosa hechicera llamada Doña Jordana y ha hecho un pacto con el diablo, aprovecha la protección que le da Satanás para curar enfermos y ganarse el respeto de todos los ciudadanos, especialmente de Roldán, quien queda agradecido con ella porque curó a su hermana Blanca. Mediante bebedizos y embrujos, Margarita manipula a Roldán hasta convertirse en su esposa. Mientras tanto, para ocultarse de todos, Eva se va a vivir con un grupo de cómicos que llegaron a la ciudad invitados por el oidor Muñatones; su presencia atrae la atención de Gabriel, el dramaturgo y titiritero de la compañía, que se enamora de ella. Sin embargo, Eva no cuenta con la aparición de un misterioso personaje muy parecido físicamente a su padre: Sebastián de Olivares, quien llega a los Reyes para mantener un romance con Blanca, la hermana de Roldán, con el propósito de vengarse de alguien del pasado.
Dentro de la trama de la novela se descubren los hechos políticos, en especial de corrupción, abuso e iniquidades, que eran el día a día en el virreinato. Como los judíos eran perseguidos en España, muchos de ellos se refugiaron en el Perú, llevando una doble vida como respetables cristianos y practicando en secreto la fe de Israel para salvar sus vidas. Pero la Santa Inquisición llega a los Reyes, y una vez instalados, inician una persecución contra herejes, idólatras y sobre todo, judíos. Así, apresan al Dr. Diego de Chávez y a su hija Rosalía mientras intentaban huir de los Reyes. El Dr. Diego es obligado a renegar de su fe y condenado a llevar un sambenito que no podrá quitarse hasta la muerte, mientras su hija es encerrada en el convento de la encarnación, donde abrasa la fe cristiana para dejar de ser impura. Su fanatismo religioso llega a tal punto que, dispuesta a delatar a su propia sangre contal de convertirse en santa, acude al Santo Oficio y acusa como judío a su propio hermano Francisco, quien había llegado desde el virreinato de Nueva España para casarse con Catalina, la menor de las hijas Arias Maldonado. Catalina, sin embargo, nunca fue capaz de quererlo como marido debido a que está enamorada de Nicolás de Escudero, un próspero comerciante huérfano que pronto se enterará de su verdadero origen.
Entretanto, Inés, la hija mayor, ha quedado embarazada de Osabi, un príncipe africano que fue traído como esclavo a la casa de los Arias Maldonado, y quien lidera una futura rebelión de negros e indios contra la opresión de los españoles. En este contexto Margarita, ahora casada con Roldán y con todo el poder a su alcance, inicia un romance perverso con Amador de Carrasco, quien ambiciona a como dé lugar ser el nuevo gobernador de la Ciudad de los Reyes. Con la mano siniestra de Amador, la Santa Inquisición encima y otros obstáculos, Eva luchará por recuperar lo que le pertenece: El Edén.
Además de ser una historia que habla sobre la esclavitud del pueblo mestizo del Perú Colonial y el amor de Eva y Roldán, es una historia que muestra a profundidad las diferentes costumbres y tradiciones que pasaron a ser parte del legado cultural del Perú.

## Elenco
- Mónica Sánchez como Eva de Palomino - Una mestiza que busca vengar la muerte de su padre y recuperar los dominios de las tierras de éste, conocidas como El Edén. Queda perdidamente enamorada de Roldán.
- Diego Bertie como Roldán de Astorga y Carrasco - Sacerdote dominico de la Ciudad de los Reyes. Hijo del conquistador Amador de Carrasco y de quien Eva de Palomino se enamora. Luego de colgar los hábitos, intenta comportarse como un hombre justo que poco a poco, va descubriendo las atrocidades cometidas por su padre y lo llega a confrontar.
- Milene Vásquez como Margarita Beleño (Elena Joaquina de las Mercedes, Marquesa de Montenegro y Rocasolano) - Su vida es un completo misterio. Es una oportunista que llegó a la Ciudad de los Reyes, disfrazada de Marquesa para obtener poder absoluto en la Comunidad. Aunque posteriormente se convierte en la esposa de Roldán, tiene amoríos con Amador de Carrasco. Su devastador odio hacia Eva de Palomino, la lleva a cometer las peores bajezas jamás imaginadas en contra de ella, desde aliarse con una bruja y hacer pacto con el diablo, hasta el hecho de intentar demostrar que Eva es una hechicera. Muere exorcisada al tocar una cruz.
- Carlos Cano de la Fuente como Amador de Carrasco - Tirano, cruel y despiadado, es el asesino del padre de Eva. Amador es un hombre sin escrúpulos que, junto a un grupo de soldados y conquistadores, inicia una descarnada lucha en contra de los indígenas de Huancavelica para obligarlos a trabajar en sus minas donde los mata de envenenamiento, y busca a como dé lugar tomar posesión del poder en la ciudad de los Reyes. El personaje está basado en el encomendero Amador de Cabrera, quien explotó las minas de todos los santos en Huancavelica. Muere asesinado a manos de Susana, una esclava a quien él maltrataba constantemente.
- Leonardo Torres Vilar como Gabriel Manzano y Piedraliza.
- Gerardo Zamora como Juan Chocne.
- Lorena Caravedo como Aldonza de Maravillas.
- Javier Valdés como Gregorio Arias Maldonado.
- Pold Gastello como Felipe Guamán Poma de Ayala.
- Javier Echevarría como Marcus Arias Maldonado.
- Rafael Santa Cruz como Benito Angola.
- Maryloly López como Blanca de Astorga.
- Carmen Aída Febres como Bernarda.
- Flor Castillo como Constancia Chacama.
- Nidia Bermejo como Juana Hualca.
- Nicolás Fantinato como Briviesca de Muñatones, primer oidor de la Real Audiencia y encargado de los juicios relacionados con la asignación de encomiendas.
- María Angélica Vega como Zobeida "La Mora".
- Alejandro Escudero como el Padre Luis de Olvera.
- Tatiana Espinoza como Tadea.
- Mónica Rossi como Leocadia.
- Sandra Arana como Josefa.
- Yanina Ugarte como Angelina Paredes.
- Marleni Salas como María Magdalena.
- Gabriela Billotti como Elvira Arias Maldonado.
- Alexandra Graña como Inés Arias Maldonado.
- Daniela Sarfati como Catalina Arias Maldonado.
- Gian Piero Díaz como Nicolás de Escudero.
- Franklin Dávalos como Juanillo Baldivieso.
- José Luis Ruiz como el alguacil Melchor de Brizuela.
- Jorge Guzmán como Martín Corzo.
- Enrique Urrutia como el Inquisidor Don Pedro Gutiérrez de Ulloa.
- Omar García como el Padre Eusebio de Arieca.
- Agustín Benítez como el Dr. Diego de Chávez Silva.
- Urpi Gibbons como Rosalía de Chávez.
- Óscar López Arias como el Padre Diego de Ortún.
- Ebelin Ortiz como María Angola.
- Edwin Vásquez como Gaspar.
- Ramsay Ross como Sebastian Staufett, corsario.
- Martín Abrisqueta como Dimas.
- Armando Fonseca como Blas.
- Maricielo Effio como Leonor de Aucabincho.
- Augusto Varillas como Maqallauri.
- Gianira Núñez como Eva (niña).
- Antonio Callirgos como Juan Chocne (niño).

### Actrices invitadas:
- Pilar Brescia como la priora Beatriz de Atienza.
- Elva Alcandré como Doña Leandra, marquesa de Montenegro y Rocasolano.
- Esther Chávez como Dominga Conga.
- Leslie Stewart como Cándida de Peñaloza.

### Los primeros actores:
- Leonardo Torres Descalzi como Don Sancho de Sotomayor.
- Reynaldo Arenas Horna como Alcalde Don Gonzalo Taulichusco.
- Carlos Tuccio como el Padre Cristóbal de Albornoz.
- Alberto Ísola como el Arzobispo Jerónimo de Loayza.

### Actuaciones especiales:
- Fernando de Soria como el padre Joaquín.
- Sonia Seminario como Doña Jordana.
- Santiago Magill como Francisco de Chávez.
- Paul Martin como el Virrey Diego López de Zúñiga y Velasco, Cuarto Conde de Nieva.
- Óscar Carrillo como Sebastián de Olivares/Hernando de Palomino (joven).
- Eduardo Cesti como Hernando de Palomino (viejo).

## Recepción
El programa alcanzó los 18 puntos de rating según Ibope.